# Chou à la crème
Pour les articles homonymes, voir Chou.

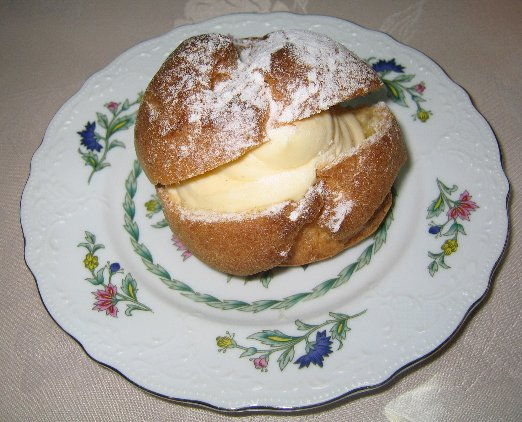
Un chou à la crème.

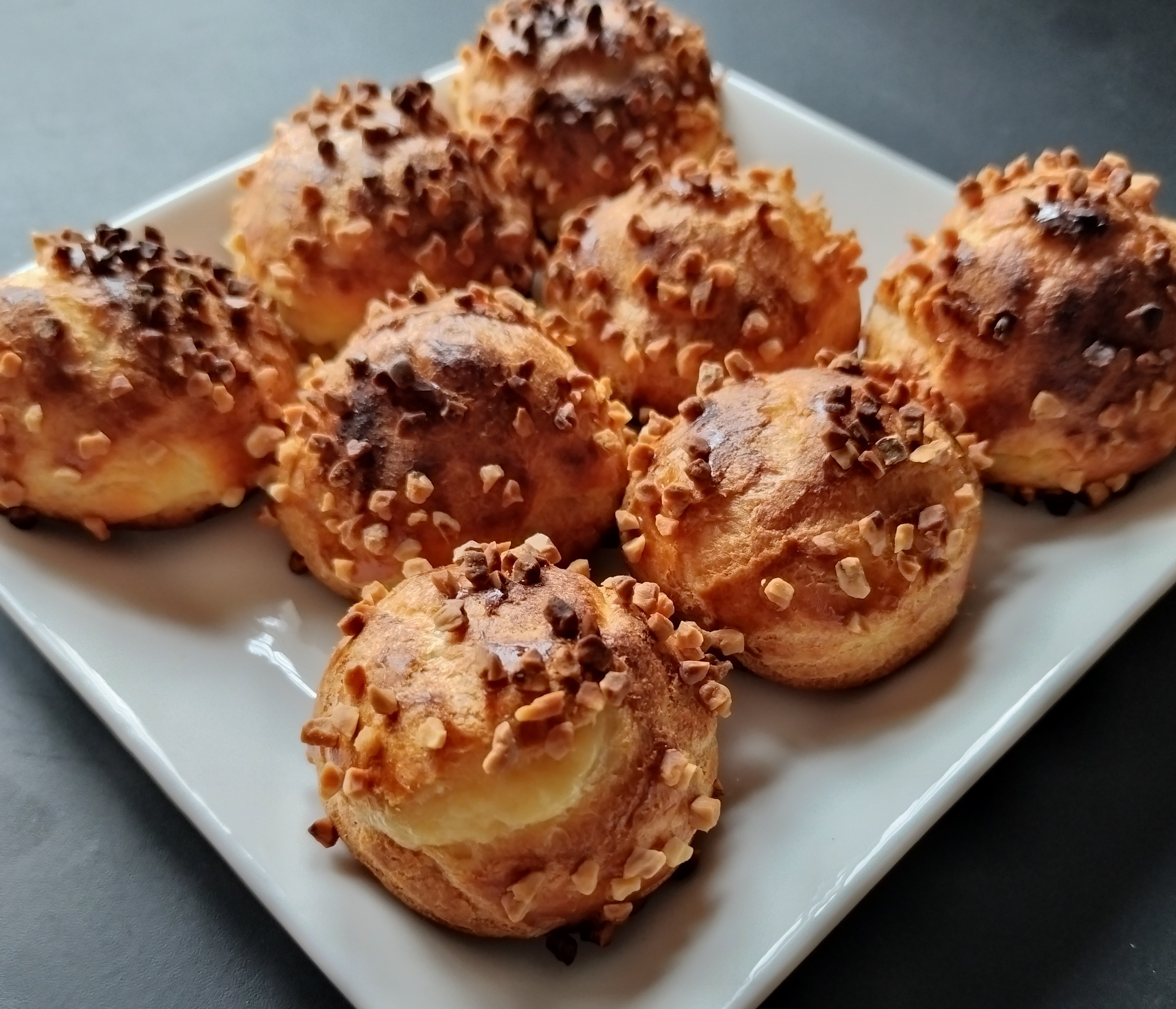
Des choux à la crème aux amandes.

Le chou à la crème est une pâtisserie.
La pâte à choux est aérée et légère. Elle gonfle durant la cuisson, laissant cet aspect creux que l'on remplit ensuite de crème fouettée ou de crème pâtissière. Il ne faut pas les confondre avec les profiteroles, qui sont généralement nappées de chocolat et parfois remplies de glace plutôt que de crème.